# Joe Bonamassa
Joe Bonamassa (Utica, New York, 1977. május 8. –) amerikai blues-rock gitáros, énekes.

## Pályafutása
Joe Bonamassa 1977. május 8-án született a New York állambeli Utica városában. Tizenegy éves korában Danny Gatton amerikai gitárostól vett leckéket, s néhány zenei műfajt, mint például a country-t, a dzsesszt és a hard rock-ot, eltanulta tőle. Ebben az időszakban, mikor Gatton az együttesével New Yorkban játszott, Bonamassa mindig becsatlakozott hozzájuk. Egy évvel később, tizenkét éves korában B.B. King előtt játszhatott, majd két évvel rá, tizennégy évesen egy Fender gitár-találkozóra hívták meg, ahol West Coast felé tartva megismerte Berry Oakley-t, akivel megalapították a Bloodline nevű együttest. Az együtteshez csatlakozott még Miles Davis fia, Erin Davis és Robby Krieger fia, Waylon Krieger, s csupán egyetlen lemezt adtak ki, amelynek szintén Bloodline lett a címe, s amelyről két kislemezt jelentettek meg, mégpedig a Stone Cold Hearted-öt és a Dixie Peach-et.
Első lemeze 2001-ben jelent meg A New Day Yesterday címmel, amin Tom Dowd volt a producer. A lemezen és az azt követő turnén Kenny Kramme dobolt és Eric Czar basszusgitározott. Miután véget ért a lemezbemutató turné, Bonamassa és a többi tag újra stúdióba vonult 2002-ben, hogy Clif Magness producer segítségével elkészíthessék a második lemezt So, It's Like That címen. Ezen az albumon már több tradicionális rock hallható, így a Billboard Blues Toplista első helyére került. Bonamassa-nak a 2003-ban megjelent Blues Deluxe című album hozta meg a sikert, mivel sok pozitív visszajelzést kapott a feldolgozott kilenc klasszikus blues szám és a három Bonamassa szerzemény. 2005-ben megjelent a Had To Cry Today lemez, amely visszatért a tradicionális rock-hoz, majd lecserélte az eddig vele dolgozó zenészeket, Mark Epstein basszusgitárosra és Bogie Bowles dobosra.
2006-ban a You & Me című ötödik sorlemeze jelent meg, amin tizenegy szám található, s szintén első lett a Billboard Blues Toplistán. Az albumon közreműködött John Bonham fia, Jason Bonham is, a Your Funeral And My Trial című számban pedig LD Miller szájharmonikázik. Eddig a You & Me Bonamassa egyik legerősebb blues lemeze, eltávolodva a keményebb rock albumaitól, vagyis a So, It's Like That-től és a Had To Cry Today-től.
A hatodik stúdiólemez 2007 augusztusában jelent meg Sloe Gin címen és tíz héten át szerepelt a Billboard Blues Chart lista élén. Ezen az albumon Bonamassa több felvételen játszik akusztikus gitáron, mint eddig, s a zenekar tagjai is megváltoztak az album turnéjára: a basszusgitárnál Carmine Rojas váltotta fel Epstein-t és Rick Melick billentyűs is csatlakozott a csapathoz, akik az előző, You & Me című lemezen is játszottak.

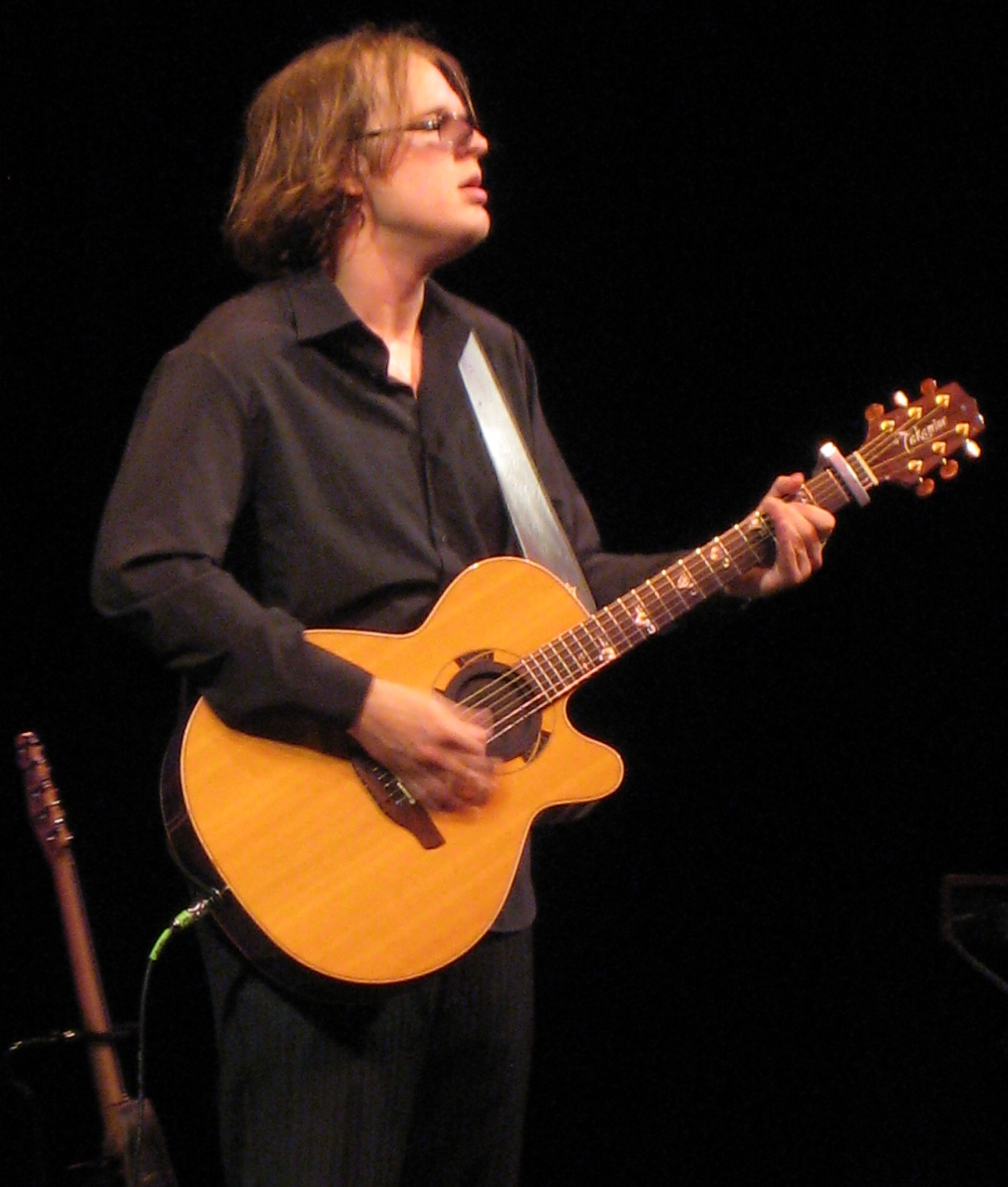
Bonamassa a Stafford Center-nél ad koncertet Staffordban (Texas)

2008. november 9-én Bonamassa először szerepelt, mint DJ, mégpedig az angliai Planet Rock rádióban, s olyan előadóktól játszott számokat, mint B.B. King, Muddy Waters, Rory Gallagher és Eric Clapton. Később bejelentette, hogy a londoni Royal Albert Hall-ban fog fellépni [2009. május 4-én, amire kevesebb mint egy hét alatt elkeltek a jegyek, az angliai Express and Star hírlapnak pedig azt mondta, hogy „ez a koncert húsz év munkájának a csúcspontja”. A koncerten együtt játszott Eric Claptonnal, mégpedig a Further On Up The Road című számban, a koncert végén pedig megköszönte a közönségének, hogy „ez volt élete egyik legjobb napja”.
2009. február 24-én megjelent Bonamassa soron következő albuma, a The Ballad of John Henry, melynek első száma egy folklór hősről, John Henry-ről szól. Ezen a lemezen is, csak úgy mint az összes többin, feldolgozások is hallhatóak, méghozzá öt szám: Stop, Jockey Full Of Bourbon, Feelin' Good, Funkier Than A Mosquito's Tweeter és az As The Crow Flies. A maradék többi dal Bonamassa saját szerzeménye.

## Hatások
A sikeres blues rock gitárosokra általában más amerikai gitárosok voltak és vannak hatással, de Bonamassa inkább a brit és az ír gitárosokat kedveli, így ők hatottak rá jobban. A Guitarist magazinnak adott egyik interjúban a következő három albumot jelölte meg, mint legnagyobb hatást: a Blues Breakers with Eric Clapton album (John Mayall & the Bluesbreakers és Eric Clapton), az Irish Tour Rory Gallaghertől és a Goodbye a Cream-től. A Guitar Messenger online gitárújságnak ezt mondta:
Tudod, az én hőseim angliai srácok voltak: Paul Kossoff, Peter Green, Eric Clapton. Jó néhány ír is van, akiket szeretek, mint például Gary Moore, Rory Gallagher, de igazából Jeff Beck és Jimmy Page a kedvenc. Van egy bizonyos kifinomultságuk a blues megközelítéséhez, jobban, mint az amerikai gitárosoknak. B. B. King nagy hatással volt rám, olyannyira, hogy számomra ő a legnagyobb a tradicionális blues-ban. De szeretem még Muddy Waterst, Robert Johnson-t és T-Bone Walker-t is. Úgy érzem, hogy az angol blues jóval közelebb áll hozzám, mint az amerikai.
Legnagyobb zenei példaképe azonban Stevie Ray Vaughan amerikai blues rock gitár virtuóz volt. Az ő stílusából, Bonamassa a hard- és blues-rock elemeit felhasználva alakította saját ízlésvilágát. Így az apjától 8. születésnapjára kapott gitáron már ekkor megkezdte a törekvést, hogy Stevie Ray Vaughan nyomdokába léphessen.
Az Express & Star újságnak pedig ezt mondta egy interjú során:
Mikor Paul Kossoff Mr. Big című számát hallottam, majd mikor Eric Clapton Corossroads-át és Rory Gallagher Cradle Rock nótáját, azt mondtam: ez sokkal királyabb! Az angol blues-t szeretem. Amikor a Let Me Love You-t hallottam Rod Stewart-tól és a Jeff Beck Group-tól, megváltozott az életem. Tudtam, hogy mit akarok. Ők az én példaképeim.

## Diszkográfia

### Stúdióalbumok
- 2000 – A New Day Yesterday
- 2002 – So, It's Like That
- 2003 – Blues Deluxe
- 2004 – Had To Cry Today
- 2006 – You & Me
- 2007 – Sloe Gin
- 2009 – The Ballad of John Henry
- 2010 – Black Rock
- 2011 – Dust Bowl
- 2012 – Driving Towards the Daylight
- 2014 – Different Shades of Blue
- 2016 – Blues of Desperation
- 2018 – Redemption
- 2020 – Royal Tea
- 2021 – Time Clocks
- 2023 – Blues Deluxe, Vol. 2
- 2025 – Breakthrough

### Válogatások
- 2012 – No Hits, No Hype, Just the Best

### Koncertalbumok
- 2005 – A New Day Yesterday Live
- 2007 – Shepherds Bush Empire
- 2008 – Live From Nowhere In Particular
- 2009 – Live from the Royal Albert Hall
- 2012 – Beacon Theatre: Live from New York
- 2013 – An Acoustic Evening at The Vienna Opera House
- 2020 – Live At The Sydney Opera House

### Videók
- 2002 – A New Day Yesterday Live
- 2005 – Live at Rockpalast
- 2009 – Live From The Royal Albert Hall
- 2012 – Beacon Theatre: Live from New York
- 2013 – An Acoustic Evening at The Vienna Opera House
- 2013 – Tour de Force: Live in London